# Елізабет Борн
Елізабе́т Борн (фр. Élisabeth Borne; нар. 18 квітня 1961, Париж, Франція) — французька політична діячка, член партії «Вперед, республіко!». З 23 грудня 2024 –міністерка національної освіти, вищої освіти та наукових досліджень в уряді Франсуа Байру. 
Прем'єр-міністр Франції з 16 травня 2022 по 8 січня 2024. Міністр праці, розвитку та інтеграції в уряді Жана Кастекса з 6 липня 2020 до 16 травня 2022 року. Міністр екологічного та інклюзивного переходу з 19 липня 2019 до 6 липня 2020 року та міністр транспорту з 17 травня 2017 до 19 липня 2019 в урядах Едуара Філіппа.

## Біографія
Народилась 18 квітня 1961 року на XV окрузі Парижа в родині фармацевтки з Кальвадосу Маргаріт Лесен та Жозефа Борна (уродженого Борнштейна), які керували фармацевтичною лабораторією. Її мати була нормандкою, а батько був євреєм польського походження з родини, яка переїхала до Франції 1939 року, брав участь у русі Опору в період Другої світової війни, 1942 року був депортований до концтабору Аушвіц-Біркенау, звільнився за рік, а 1950 року отримав французьке громадянство. Учинив самогубство 1972 року, коли Елізабет було 11 років. Її матері не вистачало коштів на утримання двох дітей, тож Елізабет стала ученицею нації, що дозволило їй отримати стипендію на навчання.
Здобула ступінь бакалавра в ліцеї Жансон-де-Саї, потім пройшла підготовчі курси в тому ж закладі. Після цього вступила до Політехнічної школи (клас 1981 року), закінчила там навчання 1984 року. 1986 року закінчила Національну школу мостів і доріг, здобувши інженерну освіту. Закінчила Інженерний коледж.

## Професійна кар'єра
Розпочала свою кар'єру 1987 року, коли приєдналася до Міністерства устаткування, а потім — до регіонального управління обладнанням Іль-де-Франс 1989 року. На початку 1990-х стала радницею Міністерства національної освіти в Ліонеля Жоспена, потім — у Жака Ланга.
Після роботи у Sonacotra (перейменована на Adoma 2007 року) 1997 року стала технічною радницею з питань транспорту в адміністрації Ліонеля Жоспена, цю посаду обіймала впродовж 5 років і пішла з посади після невдачі Жоспена на президентських виборах 2002 року
Із 2002 до 2007 року була директоркою зі стратегії Société Nationale des Chemins de fer Français (SNCF), а 2008 року стала директоркою із концесій Eiffage.
З 2008 до 2013 року була генеральною директоркою з містобудування в міській раді Парижа під керівництвом Бертрана Деланое.
У лютому 2013 року обійняла посаду префекта Пуату-Шаранту та В'єнни, ставши першою жінкою, що зайняла цей пост.
З 2014 до 2015 року очолювала апарат Сеголен Руаяль при Міністерстві екології.
20 травня 2015 року очолила Régie Autonome des Transports Parisiens (RATP), ставши другою жінкою, призначеною Франсуа Олландом на посаду керівника великої державної компанії, та другою жінкою, що обійняла посаду керівника цієї компанії.

## Політична кар'єра
Наближена до Соціалістичної партії, вона голосувала за Емманюеля Макрона у першому турі президентських виборів 2017 року, приєдналась до «Вперед, республіко!» під час першої президентської кампанії Макрона.
2020 року приєдналась до Території поступу, політичної партії, створеної Олів'є Дюссо та Жаном-Івом ле Дріаном для консолідації лівої частини електорату Емманюеля Макрона.

### Міністр транспорту
У травні 2017 року призначена міністром транспорту в першому уряді Едуара Філіппа, обіймала цю ж посаду в другому уряді Філіппа.

### Міністр екологічного та інклюзивного переходу
16 липня 2019 року призначена міністром екологічного та інклюзивного переходу, однак, на відміну від двох своїх попередників, статусу державного міністра не мала.

### Міністр праці, розвитку та інтеграції
6 липня 2020 року призначена міністром праці, розвитку та інтеграції в уряді Жана Кастекса.

### Прем'єр-міністр
16 травня 2022 року Президент Франції призначив її прем'єр-міністром і доручив їй сформувати уряд після того, як раніше цього дня Жан Кастекс подав у відставку з посади прем'єр-міністра. Борн стала другою жінкою на посту прем'єр-міністра після Едіт Крессон, яка обіймала цю посаду з 1991 до 1992 року.
20 травня 2022 року президент Емманюель Макрон затвердив склад уряду, сформованого за поданням Борн.
5 травня 2022 року керівна коаліція опублікувала список 187 своїх кандидатів на парламентських виборах, що відбулись 12 та 19 червня 2022 року, — Борн висувалась на 6 виборчому окрузі департаменту Кальвадос. Здобула 34,32 % голосів у першому турі, випередивши кандадата від NUPES Ное Гошара, який отримав 24,53 %. Перемогла в другому турі, здобувши 52,3 % (проти 47,7 % у Ное Ношара). Згідно з політичною традицією, заснованою Макроном 2017 року, член уряду, якому не вдалось виграти на парламентських виборах, мусить піти у відставку. Двоє новопризначених міністрів та державний секретар втратили свої посади в уряді у зв'язку з поразкою на виборах.
Після втрати президентською силою абсолютної більшости на виборах Борн подала у відставку, однак Макрон відмовився її задовольнити. 26 червня Емманюель Макрон доручив їй сформувати уряд. 4 липня Макрон провів перестановки в уряді.

## Приватне життя
30 червня 1989 року одружилась із Олів'є Аліксом, викладачем та інженером, згодом народила сина Натана. За кілька років пара розлучилась.

## Нагороди
- Кавалер Ордена Почесного легіону (12 липня 2013)[45]
- Кавалер Ордена «За заслуги» (6 листопада 2018)[46]
- Офіцер Ордена «За заслуги» (14 листопада 2016)[46]
- Командор Ордена Морських заслуг (2019)[47]